# Nizami Hacıyev
Nizami Hacıyev (12 febbraio 1988) è un ex calciatore azero, di ruolo centrocampista.

## Carriera

### Club
Ha sempre giocato nella massima serie del proprio paese con varie squadre.

### Nazionale
Debutta nel 2011 con la Nazionale azera.